# A majmok bolygója: Forradalom
A majmok bolygója: Forradalom (eredeti cím: Dawn of the Planet of the Apes) 2014-ben bemutatott amerikai sci-fi, melyet Matt Reeves rendezett és Mark Bomback, Rick Jaffa és Amanda Silver írt. A főszereplők Andy Serkis, Jason Clarke, Gary Oldman, Keri Russell, Toby Kebbell és Kodi Smit-McPhee. Ez a film folytatása A majmok bolygója: Lázadás című 2011-es filmnek, amellyel a 20th Century Fox megkezdte az eredeti Majmok bolygója filmsorozat reboot-ját. Ez a nyolcadik nagy film a franchise-ból.
Az Amerikai Egyesült Államokban és Kanadában 2014. július 11-én mutatták be, Magyarországon július 17-én szinkronizálva.
A kritikusok elismerésüket adták; dicsérték a vizuális effekteket, a történetet, a színészi teljesítményt és az érzelmi mélységet. A film több mint 707 millió dollárra tudott szert tenni világszerte, amely a 170 millió dolláros költségvetését messze meghaladva teljesített bevételi szempontból. A Metacritic oldalán a film értékelése 79%, ami 48 kritikusi véleményen alapul. A Rotten Tomatoeson a Majmok bolygója – Forradalom 90%-os minősítést kapott, 242 értékelés alapján.

## Történet
Tíz évvel az előző film cselekménye után járunk, a „majominfluenzának” elkeresztelt vírus elterjedt az egész világon és milliárdok haltak meg tőle, eközben Cézár és majomtársai takaros közösséget alapítottak a San Francisco melletti erdőkben. A vírus hatására a civilizált világ lepusztult, nincs áram és energiaforrás, ezért a San Franciscóban élő, vírusra immunis túlélők egy csoportja, bizonyos Malcolm vezetésével szeretné beindítani a várostól nem messze lévő vízerőművet. Az erőmű azonban a majmok területén található, ezért indul Malcolm egy kis csapattal tárgyalni Cézár-ékkal. Miután Malcolmnak sikerül elnyernie a majomvezér bizalmát, hozzáláthatnak az erőmű javításához, csakhogy Koba, Cézár egyik alvezére, aki egykor orvosi kísérletek alanya volt nem bízik az emberekben, ezért alattomos tervet eszel ki néhány követőjével, köztük Cézár nagyobbik fiával, hogy felbujtsa a majomtársadalmat az emberek ellen, ehhez pedig magát Caesart is hajlandó lenne megölni. A sebesült Cézár azonban túléli a támadást, akire Malcolmék rá is találnak és igyekeznek megmenteni, mert csak ő tudja a Koba által indított forradalmat megállítani…

## Szereplők
| Színész       | Majomszerep                                                      | Magyar hang      |
| ------------- | ---------------------------------------------------------------- | ---------------- |
| Andy Serkis   | Cézár egy közönséges csimpánz, a majmok vezetője                 | Láng Balázs      |
| Toby Kebbell  | Koba egy bonobó, Cézár alattomos másodparancsnoka                | Schneider Zoltán |
| Nick Thurston | Kékszemű, Cézár és Cornelia első fia                             | Zöld Csaba       |
| Karin Konoval | Maurice egy borneói orangután, Cézár barátja és tanácsadója      | ?                |
| Terry Notary  | Rocket egy közönséges csimpánz, Caesar barátja, Ash apja         | ?                |
| Doc Shaw      | Hamu, Rocket fia és Kékszemű legjobb barátja                     | ?                |
| Judy Greer    | Cornelia egy közönséges csimpánz, Cézár felesége, Kékszemű anyja | ?                |
| Lee Ross      | Grey egy közönséges csimpánz, Koba követője                      | ?                |

| Színész          | Szerep                                                                             | Magyar hang         |
| ---------------- | ---------------------------------------------------------------------------------- | ------------------- |
| Jason Clarke     | Malcolm egy kis csapat vezetője, akik Caesar és a többi majom után kutatnak        | Haás Vander Péter   |
| Gary Oldman      | Dreyfus, az életben maradt emberi túlélők vezetője                                 | Epres Attila        |
| Keri Russell     | Ellie, egy korábbi nővér és Malcolm felesége                                       | Roatis Andrea       |
| Kodi Smit-McPhee | Alexander, Malcolm fia                                                             | Timon Barna         |
| Kirk Acevedo     | Carver, egy volt San Franciscó-i vízerőmű szakértő, Malcolm csapatának egyik tagja | Dévai Balázs        |
| Enrique Murciano | Kemp, Malcolm csapatának tagja                                                     | Dányi Krisztián     |
| Jon Eyez         | Foster, Malcolm csapatának tagja                                                   | Vass Gábor          |
| Kevin Rankin     | McVeigh, Dreyfus szövetségese                                                      | Varga Rókus         |
| Lombardo Boyar   | Terry, egy őr a kolóniai fegyvergyárnál                                            | Barabás Kiss Zoltán |
| Jocko Sims       | Werner, a kolónia rádiósa                                                          | Maday Gábor         |
| James Franco     | Dr. Will Rodman (cameoszerep Caesar gyerekkori videójában az előző filmből)        | Lux Ádám            |